# IL36A
IL36A‏ (Interleukin 36 alpha) هوَ بروتين يُشَفر بواسطة جين IL36A في الإنسان.